# Judith Borne
Judith Borne (...) è un'attrice statunitense.

## Biografia
Ha recitato nella soap opera Beautiful nel ruolo di Angela Forrester o, più esattamente, di Deveney Dixon, la postulante che si spaccia per la figlia terzogenita dei Forrester. Ha sostenuto la parte dal 1988 al 1989, ovvero dall'episodio 288 al 616 per un totale di 218 episodi.
L'attrice è stata doppiata, nella distribuzione per la televisione italiana, da due differenti doppiatrici: Paola Valentini e Claudia Razzi.